# Frank Pollack
Frank Pollack (Camp Springs, 5 novembre 1967) è un ex giocatore di football americano e allenatore di football americano statunitense.

## Carriera professionistica come giocatore

### Prima volta con i San Francisco 49ers (1990-1991)
Pollack venne selezionato come 165a scelta al draft NFL 1990 dai 49ers. Con loro giocò 31 partite, prima di esser ceduto.

### Denver Broncos (1992-1993)
In due stagioni non riuscì a scendere mai in campo.

### Seconda volta con i San Franscisco 49ers (1994-1998)
Nel 1994 ritornò ai 49ers vincendo il Super Bowl XXIX. Rimase con loro fino al 1998.

## Nella NFL come allenatore
Stagioni dalla 2007 alla 2011
Iniziò la sua carriera nella NFL con gli Houston Texans con il ruolo di assistente della offensive line, nel suo primo anno la linea offensiva concesse solamente 22 sack.
Nel 2009 grazie alla buona copertura dell'offensive line il quarterback Matt Schaub lanciò 4.770 yard con 29 touchdown. L'anno successivo i Texans si classificano 3° in tutta la NFL per le yard totali (6.186).
Nel 2011 i Texans si classificano 2° nella NFL per le yard per partita (153).
Stagione 2012
Il 3 febbraio 2012 firmò per gli Oakland Raiders per lo stesso ruolo. Ma a fine stagione causa gli scarsi risultati venne esonerato.

## Vittorie e premi
- Super Bowl : 1 Vincitore del Super Bowl XXIX